# San Antonio de Cortés
San Antonio de Cortés – gmina (municipio) w północnym Hondurasie, w departamencie Cortés. W 2010 roku zamieszkana była przez ok. 20,2 tys. mieszkańców. Siedzibą administracyjną jest miasteczko San Antonio de Cortés.

## Położenie
Gmina położona jest w środkowej części departamentu. Sąsiaduje z 7 gminami:
- Villanueva od północy,
- Potrerillos i Santa Cruz de Yojoa od wschodu,
- San Francisco de Yojoa i Ilama od południa,
- Chinda i Concepción del Norte od zachodu.

## Miejscowości
Według Narodowego Instytutu Statystycznego Hondurasu na terenie gminy położone były następujące miasteczka i wsie:

- San Antonio de Cortés
- Buenos Aires
- El Aguacate
- El Encanto
- El Picacho
- El Sitio
- La Calera
- La Ceibita
- La Chachona
- La Masica
- La Providencia
- Las Casitas
- Las Colmenas
- Las Crucitas
- Las Margaritas
- Las Palomas
- Loma Larga
- Nueva Granada
- Quebrada Seca
- San José de Cortés
- San Luis
- Santa Rita
- Vallecito

Dodatkowo na obszarze gminy położonych było 114 przysiółków.

## Demografia
Według danych honduraskiego Narodowego Instytutu Statystycznego na rok 2010 struktura wiekowa i płciowa ludności w gminie przedstawiała się następująco:
| Wiek                  | 0–3   | 4–6   | 7–12  | 13–17 | 18–24 | 25–64 | 65+ | razem  |
| San Antonio de Cortés | 2 196 | 1 884 | 3 940 | 2 107 | 1 437 | 7 741 | 857 | 20 160 |
| Mężczyźni             | 1 113 | 964   | 1 963 | 1 177 | 838   | 3 864 | 443 | 10 362 |
| Kobiety               | 1 083 | 920   | 1 976 | 930   | 598   | 3 877 | 414 | 9 798  |